# Dryophytes
Dryophytes is een geslacht van kikkers uit de familie boomkikkers (Hylidae). De groep werd voor het eerst wetenschappelijk beschreven door Leopold Fitzinger in 1843. Later werd de wetenschappelijke naam Epedaphus gebruikt. Veel soorten behoorden lange tijd tot het geslacht Hyla.
Er zijn achttien soorten, de verschillende soorten komen voor in oostelijk Noord-Amerika; van Canada tot Mexico en verder in delen van oostelijk Azië in Rusland, Japan en Korea.

## Taxonomie
Geslacht Dryophytes

- Soort Dryophytes andersonii
- Soort Dryophytes arboricola
- Soort Dryophytes arenicolor
- Soort Dryophytes avivoca – Vogelstemboomkikker
- Soort Dryophytes bocourti
- Soort Dryophytes chrysoscelis
- Soort Dryophytes cinereus – Groene boomkikker
- Soort Dryophytes euphorbiaceus
- Soort Dryophytes eximius
- Soort Dryophytes femoralis
- Soort Dryophytes gratiosus – Blaffende boomkikker
- Soort Dryophytes immaculatus
- Soort Dryophytes japonicus
- Soort Dryophytes plicatus
- Soort Dryophytes squirellus – Eekhoornboomkikker
- Soort Dryophytes versicolor – Grijze boomkikker
- Soort Dryophytes walkeri
- Soort Dryophytes wrightorum